# Trompetentierchen
Die Trompetentierchen (Stentor) sind eine Gattung meist festsitzend lebender Wimpertierchen.

## Merkmale
Trompetentierchen gehören zu den größten Einzellern und werden bis zu 2 mm lang. Sie nehmen im ausgestreckten Zustand eine trichter- bis trompetenförmige Gestalt an, woher auch der systematische Name rührt: Stentor (griechisch Στέντωρ) wird in der Ilias als Mann mit ohrenbetäubend lauter Stimme beschrieben. Das vordere Ende, das die oft mit spiralig angeordneten Wimpern besetzte Mundöffnung (Cytostom) trägt, ist sehr breit. Nach hinten hin verschmälert sich der Zellkörper allmählich bis zu einem dünnen Stiel, mit dem das Trompetentierchen an der Unterlage festsitzt. Das Hinterende kann in einer von dem Tier selbst abgeschiedenen Hülle stecken. Durch diese Hülle können mehrere Individuen kolonienartig miteinander verbunden sein.
Kontraktile Strukturen im Inneren der Zelle ermöglichen es den Trompetentierchen, flexibel ihre Form zu ändern. Sie erscheinen dann oft langgestreckt oval.
Sie können wie Stentor roeseli farblos erscheinen oder blau gefärbt sein wie das Blaue Trompetentierchen (Stentor coeruleus) oder grün wie das Grüne Trompetentierchen (Stentor polymorphus). Die grüne Färbung entsteht durch symbiontische Algen.
Charakteristisch für die Trompetentierchen ist ein aus mehreren knotenartigen Abschnitten zusammengesetzter, perlschnurförmiger Makronukleus.

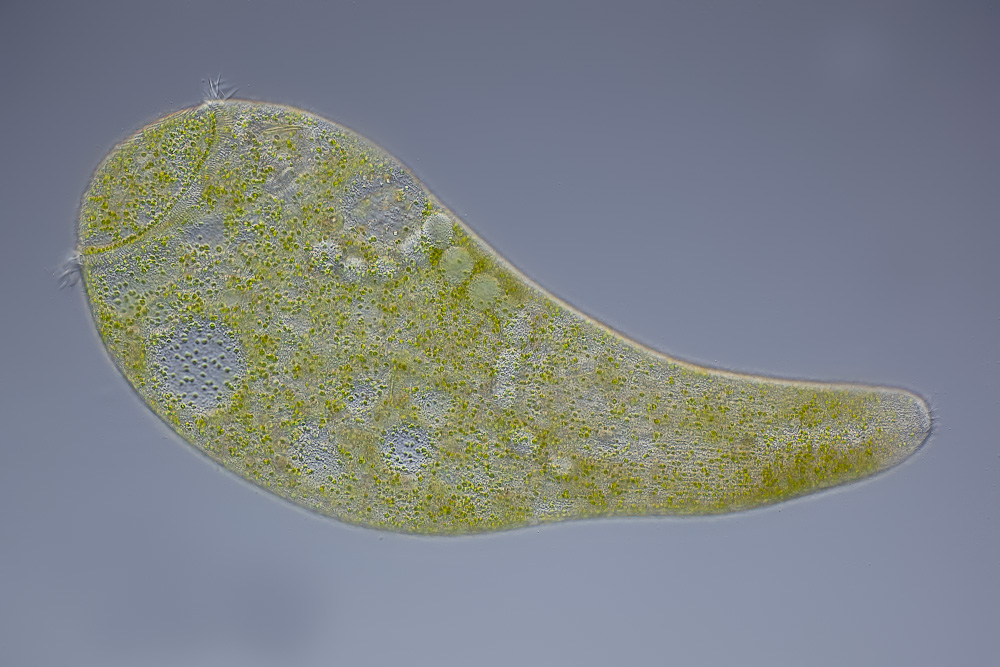
Stentor sp.
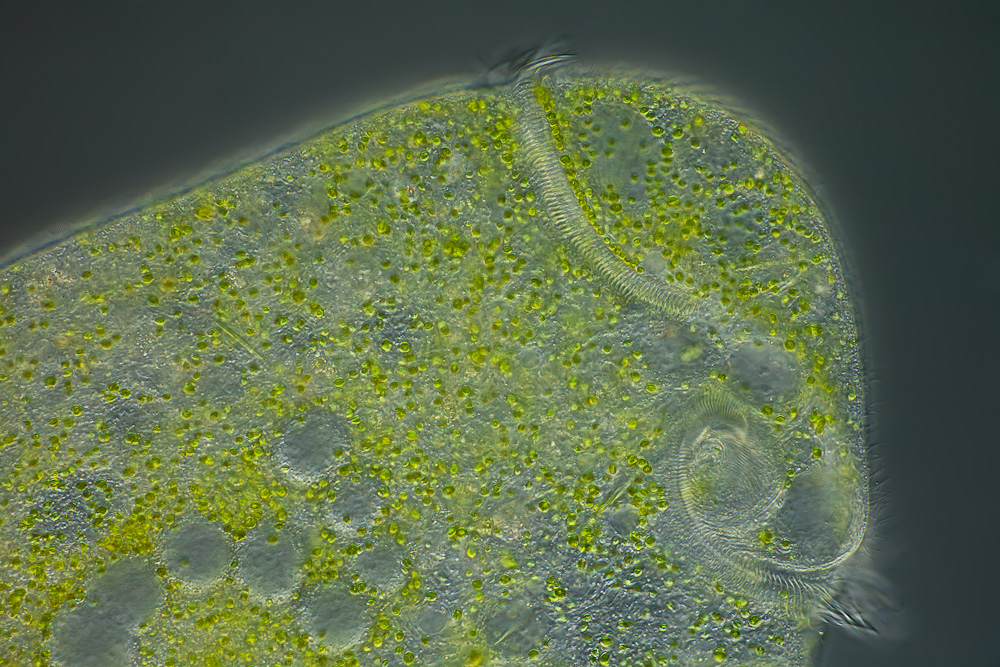
Stentor sp.
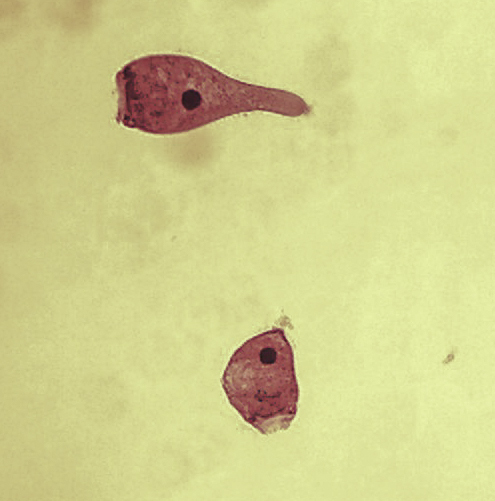
Stentor sp.
- Stentor muelleri, tausendfach vergrößert

## Lebensweise
Trompetentierchen kommen nur im Süßwasser vor. Meist sitzen sie mit ihrem spitzen Körperende auf dem Untergrund, z. B. an der Unterseite der Wasserlinsenblätter oder auf Myriophyllum, und strudeln mit Hilfe ihres Wimpernkranzes Bakterien, von denen sie sich hauptsächlich ernähren, zum Cytostom. Sie können sich vom Untergrund ablösen und schwimmen mit Hilfe von Zilien umher, um sich an einem neuen Standort wieder festzusetzen.
Bevorzugt im Frühjahr kommt es manchmal zu einer Massenentwicklung freischwimmender Exemplare von Stentor coeruleus in Baggerseen. Die Tiere können sich dann an der Wasseroberfläche zu „rußigen“ Flächen vereinigen und liefern damit eine Form der Wasserblüte. Die wahrscheinliche Ursache dieses Phänomens ist das gemeinschaftliche Abweiden von an der Oberfläche schwimmenden Ansammlungen von Baumpollen, denn es wurden solche „Rußflächen“ öfter mit einem zentimeterbreiten gelben Rand beobachtet.

## Systematik

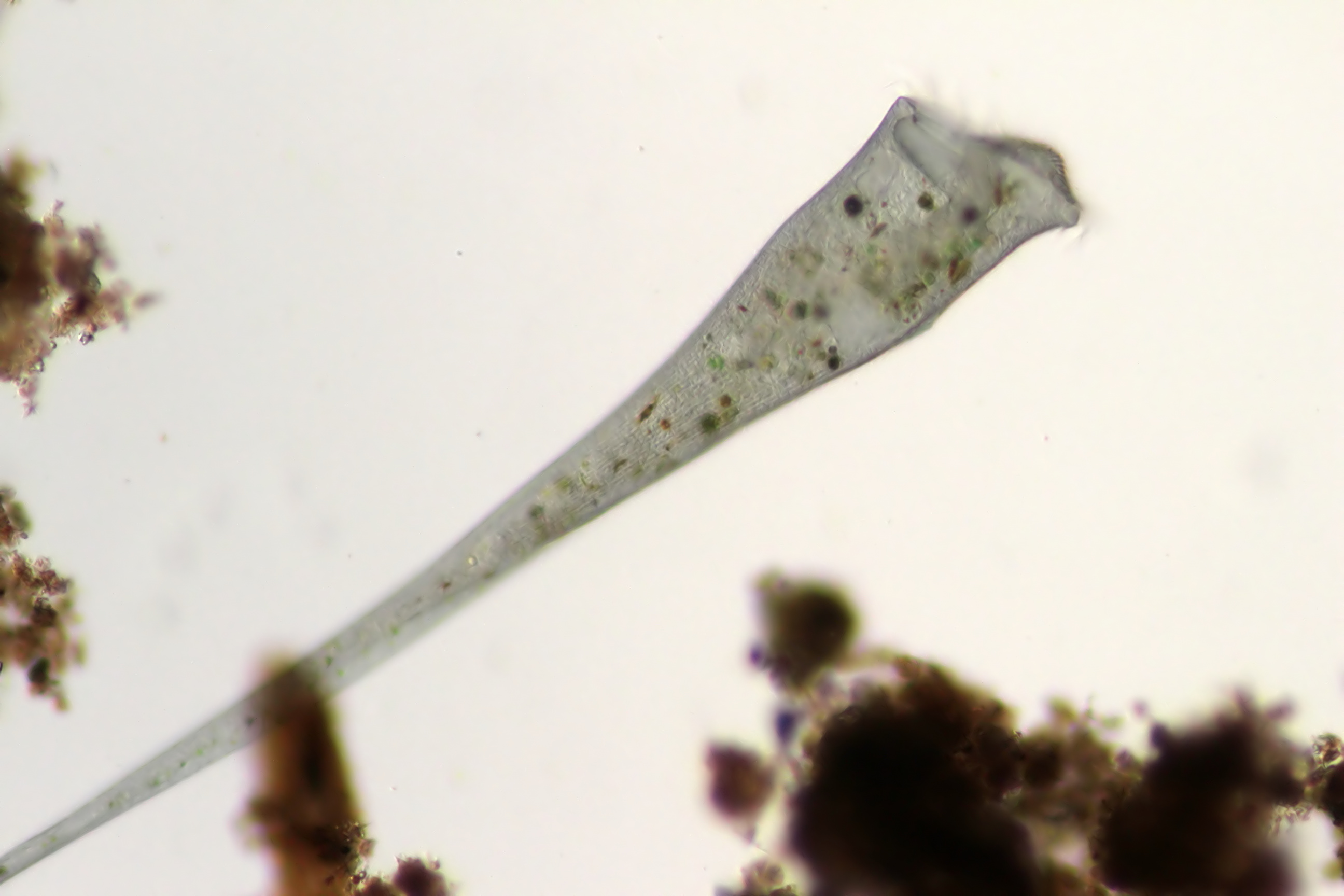
Stentor coeruleus.

Die Heterotrichea, zu denen die Trompetentierchen gehören, wurden lange Zeit in die Gruppe der Spirotrichea gestellt. Neuere Forschungen haben jedoch gezeigt, dass sie mit den anderen Gruppen der Spirotrichea nicht nahe verwandt sind. Vor allem die Unterteilung des Makronukleus durch externe Microtubuli hat dazu geführt, dass sie heute als Unterklasse in den Unterstamm Postciliodesmatophora gestellt werden.